# Nerbo (matematica)
Nella teoria degli insiemi, il nerbo è un oggetto associato ad un ricoprimento. Si tratta di uno schema simpliciale che contiene le informazioni sulle incidenze degli insiemi del ricoprimento.
Tale concetto è particolarmente utile in topologia perché può permettere (se sono verificate opportune ipotesi) di descrivere con sufficiente precisione uno spazio topologico tramite un oggetto combinatorio.

## Definizione
Dato un insieme {\displaystyle X} e un suo ricoprimento
{\displaystyle \mathbb {U} =\left(U_{i}\right)_{i\in I}}
(I è una famiglia qualsiasi di indici), ossia una collezione di insiemi tali che
{\displaystyle \bigcup _{i\in I}U_{i}=X,}
il nerbo di {\displaystyle X} è lo schema simpliciale associato allo spazio come segue:
indicato con
{\displaystyle \mathbf {N} \left(\mathbb {U} \right)=\left(K,I\right)}
lo schema si ha
{\displaystyle \left\{i_{0},i_{1},\dots ,i_{k}\right\}\in K\Longleftrightarrow U_{i_{0}}\cap U_{i_{1}}\cap \dots \cap U_{i_{k}}\neq \varnothing .}

## In topologia
Il concetto di nerbo risulta avere importanti applicazioni in topologia algebrica. In questo contesto, {\displaystyle X} è uno spazio topologico e {\displaystyle \mathbb {U} } è un suo ricoprimento aperto. Il nerbo dipende fortemente dal ricoprimento scelto. Tuttavia, se il ricoprimento è sufficientemente "buono" allora {\displaystyle \mathbf {N} \left(\mathbb {U} \right)} risulta essere una buona approssimazione di {\displaystyle X}: ad esempio, può essere omotopicamente equivalente ad {\displaystyle X}, oppure avere la stessa omologia.